# Lara A. Serodio
Lara A. Serodio   (Vigo, 1984) és una escriptora, redactora, guionista i creativa gallega establerta a Catalunya.

## Trajectòria
Va néixer a Vigo, però es va traslladar a Barcelona, on resideix, per a dur a terme la seva formació universitària. Va estudiar guió audiovisual a l'Escola de Cinema de Catalunya (ESCAC), graduant-se en 2006, i va fer un màster d'estudis lingüístics, literaris i culturals a la Universitat de Barcelona.
Va escriure i va dirigir el seu projecte final de carrera, el curtmetratge Babies for Gina (2007), protagonitzat per Eloy Azorín i Cristina Brondo. Va ser seleccionat en més de 20 festivals nacionals i internacionals, entre ells en l'onzena edició del Festival de Màlaga. El seu segon curtmetratge com a directora i guionista, Canaletes (2009), va ser protagonitzat pels actors Marc Clotet i Estel Solé.
Ha estat redactora de portals d'actualitat com a S Moda del Paísy Noir Magazine, directora creativa de productores i guionista audiovisual.
Ha exercit com redactora publicitària i directora creativa executiva per a diferents agències i clients. En 2012 cofunda una empresa de serveis editorials que col·labora amb grans grups editorials i per a la qual treballa com a redactora, editora externa i correctora de manuscrits.
Com a escriptora, ha publicat cinc novel·les: Una vida M, va ser publicada en versió digital en 2014 i posteriorment en paper en 2015, Tercer sense ascensor, publicada en 2017 pel Grupo Planeta i traduïda al català aquest mateix any. En 2021 van fer l'audiollibre La pell infidel, (Audible) i el thriller domèstic noir Prop de tu, publicat per Edicions B i en 2024 l'Audible Original El dia sense demà, i La pell infidel en paper, i que inaugura el nou segell literari de Grupo Planeta, NdeNovela.
En 2020 va ser guardonada amb una Beca Montserrat Roig de l'Ajuntament de Barcelona — Ciutat UNESCO de la literatura.